# Río Palo
 (octobre 2013).
Le río Palo est une rivière de Colombie et un affluent du río Cauca, donc un sous-affluent du fleuve le Río Magdalena.

## Géographie
Le río Palo prend sa source dans la cordillère Centrale, dans le département de Cauca, à l'est de Toribío. Il coule ensuite vers l'ouest puis le nord-ouest avant de rejoindre le río Cauca au niveau de la municipalité de Puerto Tejada.